# جيري ويلارد
جيري ويلارد (بالإنجليزية: Jerry Willard)‏ هو لاعب كرة قاعدة أمريكي، ولد في 14 مارس 1960 في أوكسنارد في الولايات المتحدة.

## وصلات خارجية
- جيري ويلارد على موقعبيزبول رفرنس.كوم (الدوري الرئيسي) (الإنجليزية)
- جيري ويلارد على موقعبيزبول رفرنس.كوم (الدوري الثانوي) (الإنجليزية)